# 요코야마 유메키
요코야마 유메키(일본어: 横山 夢樹, 2005년 9월 23일~)는 일본의 축구 선수이다.

## 구단 경력
그는 2024년 J3리그의 FC 이마바리에 입단했다. 2024년 J3리그 준우승으로 J2리그로 승격했다.